# Marchesato del Vasto
Il marchesato del Vasto fu un'istituzione territoriale storica che comprendeva gran parte dell'Abruzzo Citeriore, vale a dire l'attuale provincia di Chieti, inclusi alcuni feudi nell'attuale Molise e nella moderna provincia di Pescara. Dipendente dal regno di Napoli, fu costituito nel 1444 (secondo altre fonti nel 1447) da Alfonso V d'Aragona per Innico de Guevara. Nel 1806, a causa dell'eversione della feudalità, Tommaso I d'Avalos è stato l'ultimo marchese sovrano.

## Territorio
La "capitale" del marchesato era Vasto, storica roccaforte dei Caldora prima che re Alfonso togliesse il feudo al capitano Antonio Caldora, figlio di Giacomo. 
I feudi acquisiti negli anni furono Casalbordino, Cupello, Penna de Luco (Punta Penna), Monteodorisio, Gissi, San Salvo, Casalanguida, Dogliola, Furci, Lanciano, Le Ville di Lanciano, Colledimezzo, Monteferrante, Torino di Sangro, Carpineto Sinello, Fresagrandinaria, San Buono, Pescara e Francavilla al Mare.

## Storia

### Inizio del marchesato
Dopo il periodo angioino il potere passò prima alla famiglia dei Guevara, poi al re di Napoli e infine alla dinastia aragonese dei d'Avalos, costruttori dell'omonimo palazzo, che rimasero feudatari di Vasto dal 1496 al 1806, anno dell'abolizione della feudailtà.

Medaglia ritraente Innico I d'Avalos, opera di Pisanello

Occorre tuttavia dare un ragguaglio della situazione che precedette tale stato di cose. Nel 1439 alla morte di Giacomo Caldora, il figlio Antonio ereditò il feudo di Vasto e altri sparsi per l'Abruzzo. La sua fallimentare ribellione contro Alfonso V d'Aragona per appoggiare il partito angioino, culminata nella sconfitta patita nella battaglia di Sessano, gli costò la confisca di vari possedimenti, tra cui Vasto. Vasto si trovò ancora nel demanio regio, investita però di molti privilegi con atto notarile rogato nel chiostro della chiesa di Sant'Agostino (oggi duomo); un clima di tranquillità interrotto bruscamente dal nuovo infeudamento da parte di Alfonso al signore Innico de Guevara il 28 settembre 1444 (altre fonti collocano la data dell'infeudamento nell'anno 1447). Nel 1464 Antonio Caldora tentò la ripresa di Vasto con le truppe di Giovanni II d'Angiò, dichiarando guerra a Ferrante d'Aragona, il quale venne di persona a sconfiggere Antonio. Acquartierò le truppe nel colle di Cona San Giacomo, mentre Antonio, asserragliatosi nel castello, cannoneggiava le truppe aragonesi. Ferrante lasciò al comando delle truppe Giacomo Carafa della Spina, che cinse d'assedio la città, sperando di prenderla per fame. Infatti l'assedio durò 3 mesi, nei quali i cittadini di Vasto, ridotti allo stremo, furono condotti in rivolta da emissari del re, che li invitarono ad acclamare la corona aragonese per terminare la guerra. Così Antonio Caldora con l'inganno venne arrestato e imprigionato, mentre Ferrante ricompensava l'azione del popolo con la conferma dei privilegi di Alfonso, riportandola nel regio demanio. In quest'occasione, nel 1465, si costituì il consiglio civico dei 14 membri del parlamento vastese, rinnovato ogni trimestre, per comporre il maggiore consiglio dei 60. Nel 1570 il consiglio fu ridotto a 40 membri.
Il privilegio di Ferrante durò sino al 1471, quando Vasto venne infeudata al figlio di Innico, Pietro de Guevara; in questi anni la famiglia Guevara godeva del favore  del sovrano. Aveva posto la residenza nella casa patrizia di Giacomo Caldora, che nel 1573-87 verrà trasformata in un palazzo patrizio rinascimentale. Nell'ambito della guerra di Ferrante contro papa Sisto IV, alleato di Venezia, alcune galee partirono dalla Serenissima e, nel 1482, distrussero il porto di Vasto; nel 1485 la città cambiò feudatario, dopo che Guevara partecipò alla congiura dei baroni contro Ferrante, ma non prima del 1493, ultimo anno di tranquillità nel regio demanio. Il 13 marzo di quell'anno fu creata l'Università regia del Vasto, sotto la mediazione degli emissari napoletani Nicola e Valerio Cellitto.
Nel 1496 sotto Ferdinando II di Napoli, Vasto venne infeudata a Rodrigo d'Avalos, figlio di Innico I, ma alla sua morte quasi immediata prima di esserne entrato in possesso, la città non rientrò nel regio demanio, e nel 1497 Innico II d'Avalos (fratello di Rodrigo) divenne il secondo marchese del Vasto effettivo. Innico, però, acquisì il potere solo nel 1499, perché l'Università si adoperò per bloccare l'infeudamento, desiderando conservare i privilegi connessi allo status di universitas nel demanio regio ottenuti con Alfonso e Ferrante I.
Al tempo del governo dei Guevara, venne fondato il monastero di Sant'Onofrio, il terzo principale della città, dopo la fondazione di quello di San Giovanni Gerosolimitano dei Cavalieri Templari (presso l'attuale corso Plebiscito) nel XIII secolo, e di quello di Santo Spirito sopra San Biase dei Padri Celestini del XIII-XIV secolo. Mentre il primo andò distrutto nel XIX secolo, il secondo visse periodi alterni dopo il XVII secolo, essendo stato per secoli uno dei cenobi più importanti della regola benedettina del sud Abruzzo, fino a che, sconsacrato, venne adibito nel 1889 a teatro civico, oggi intitolato a Gabriele Rossetti
Il convento di Sant'Onofrio eremita dei Frati Minori Osservanti risale al 1406, quando i religiosi abitavano presso capanne di legno, e cercavano di erigere una chiesa vera e propria sul colle occidentale fuori Vasto. Dieci frati edificarono un cenobio con ospedale per assistere gli ammalati, finché da Campobasso non venne in città padre Strangone col beneplacito del vescovo di Chieti.
La moglie del Guevara Gisetta Del Balzo mandò a chiamare dal convento frate Angelo da Specchio, e nell'avvenimento semi-fantasioso riportato dal De Bendictis, il monaco, ascoltando musica nel palazzo del Capitano, si librò in aria, venendo osannato come un santo, e l'opera di edificazione venne immediatamente finanziata.

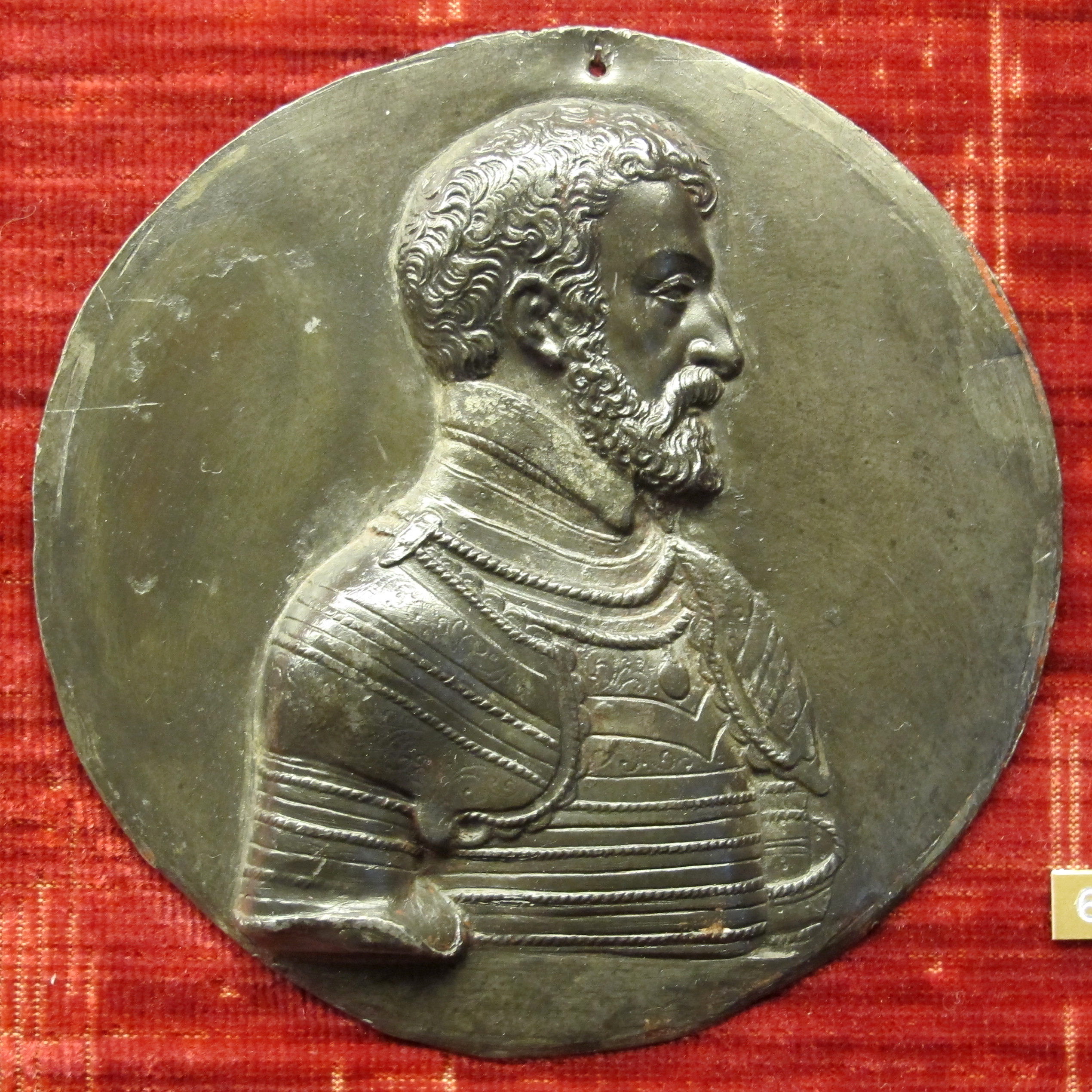
Moneta ritraente don Francesco Ferrante d'Avalos

Dopo Innico II, gli successe Alfonso d'Avalos, poi Francesco Ferrante d'Avalos e Alfonso II. Il governo di Vasto fu però retto nella maggioranza dai capitano di guardia del palazzo dell'Università.
Prima dell'arrivo della famiglia d'Avalos, il palazzo in piazza Lucio Valerio Pudente era residenza di Giacomo Caldora, costruita dal capitano nel 1427. Nel 1587 la casa fu ristrutturata ampiamente dai d'Avalos, nel programma di ricostruzione della città dopo l'assedio turco del 1566. La città soffrì molto le incursioni di turchi e saraceni, così come tutta la costa dei Trabocchi, sbarcati il 1º agosto 1566. L'esercito di Piyale Paşa danneggiò edifici storici come palazzo d'Avalos, l'abbazia di San Giovanni in Venere e quella di Santo Stefano in Rivomaris, nonché lo stesso duomo di Vasto (allora dedicato a Sant'Agostino) di cui rimase in piedi solo la facciata gotica. Per questo motivo, l'8 marzo 1568, si iniziò la costruzione di 14 torri costiere di avvistamento e difesa, di cui torre di Punta Penna, ancora esistente.
Alcune parti dello storico edificio, come archi di portale e finestre, sono state scoperte nel 1991, risalenti circa al XIV secolo, segno che esisteva una casa patrizia ancor prima dell'arrivo di Caldora. Ai due lati del portone barocco sono venute alla luce decorazioni in pietra scolpita che adornavano l'accesso. La costruzione esisteva all'epoca della fondazione del monastero di Sant'Agostino (oggi duomo), con privilegio di Carlo II d'Angiò del 24 febbraio 1300.
La casa di Giacomo Caldora fu decorata con tegoloni e fregi prelevati dal villaggio italico di Punta Penna, e dalle relazioni dei cronisti, la casa patrizia era una delle più belle del regno di Napoli: vi si poteva vedere il fregio di un grande pesce, lo storico Flavio Biondo scrive: "Vastum Aymonis nobile et vetus oppidum quod prisci dixere Histonium, idque Theatri Vetustissimi Vertigiis et Palatio es Tornatum, quod Jacobus Caldora, est in ea superbissimum aedificavit"
Incendiato dai turchi nell'estate 1566, il palazzo venne ricostruito dalla casata d'Avalos spendendo 5.000 ducati. La facciata venne edificata con il contributo di frate Valerio De Sanctis del convento di San Francesco nell'anno 1587, a imitazione delle più illustri residenze rinascimentali italiane. 
Il 14 giugno 1590 gruppi di banditi guidati da Marco Sciarra penetrarono nella città dal torrione Santo Spirito nella cinta muraria a nord, saccheggiandola. Dopo l'attacco di Sciarra, furono marchesi di Vasto Innico III, Ferrante Francesco, don Diego, Ferdinando Francesco e don Cesare Michelangelo d'Avalos, spogliato della signoria nel 1701 da Filippo V di Spagna che la cedette ad Antonio Lante Montefeltro della Rovere, II duca di Bomarzo.
Nel 1522 le famiglie slave erano cinquanta, in seguito si ridussero di numero, fino a essere completamente assorbite.

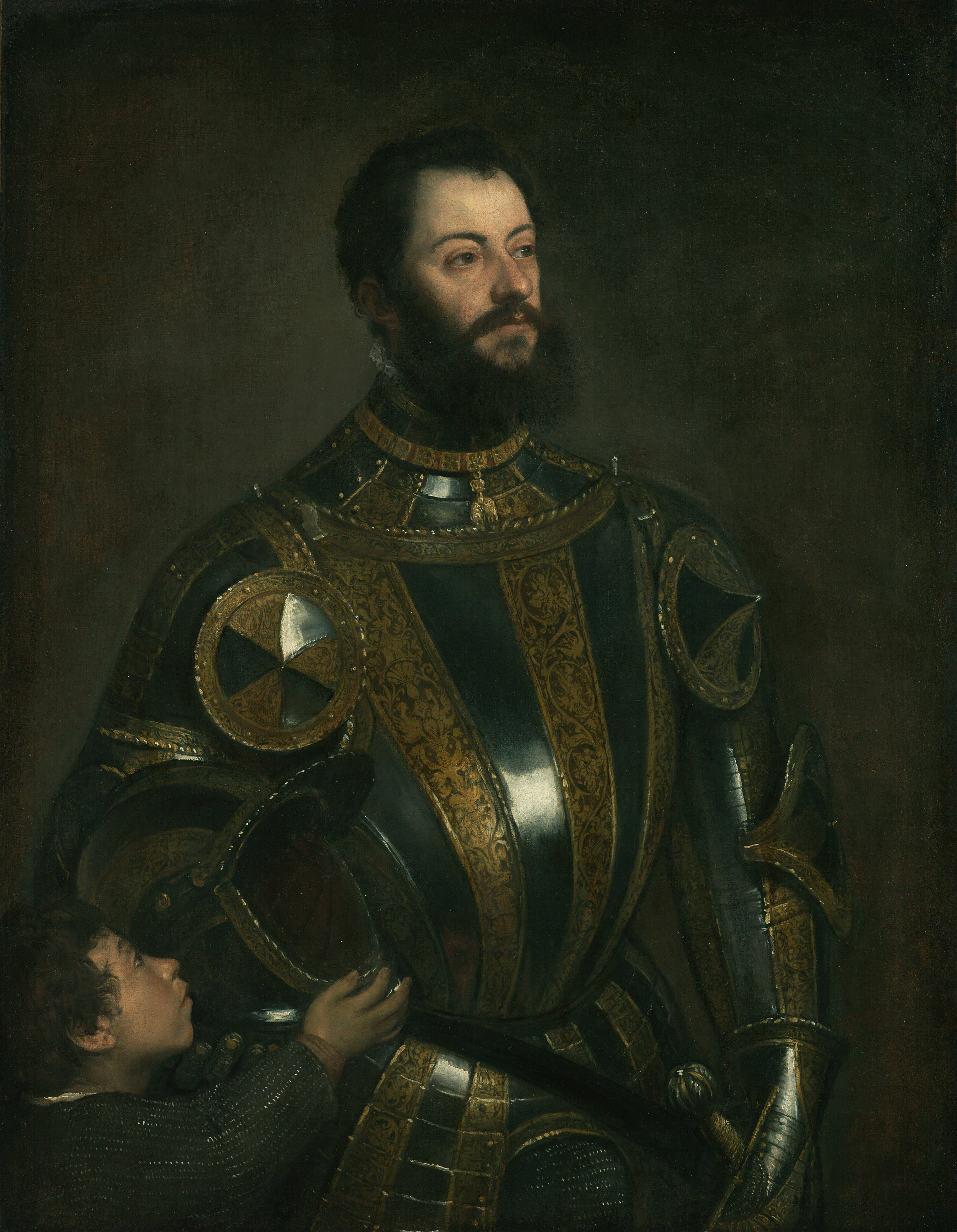
Ritratto di Alfonso d'Avalos, opera di Tiziano Vecellio

Stemma della famiglia d'Avalos

Durante il XVI secolo la città riuscì a scampare alla peste del 1536.

### Crescita, decadenza e fine
Al Seicento risale la costruzione del "palazzo della Penna" e della demolizione della chiesa di San Nicola degli Schiavoni (1638), poi ricostruita e intitolata a Maria Santissima del Carmine, in cui, in un altare minore, si continuò a venerare san Nicola; anche la confraternita assunse la nuova denominazione. Vennero chiamati a Vasto da Diego d'Avalos i "clerici regolari della Madre di Dio", o "padri Lucchesi" che vi giunsero da Napoli a fondare un convento con annesso collegio. All'opera concorsero il marchese, l'università e la confraternita, che concesse la chiesa e una rendita annua di 50 ducati. Alcuni vastesi entrarono nell'ordine e Giuseppe Ricci e Luigi Barbotta ne divennero generali.

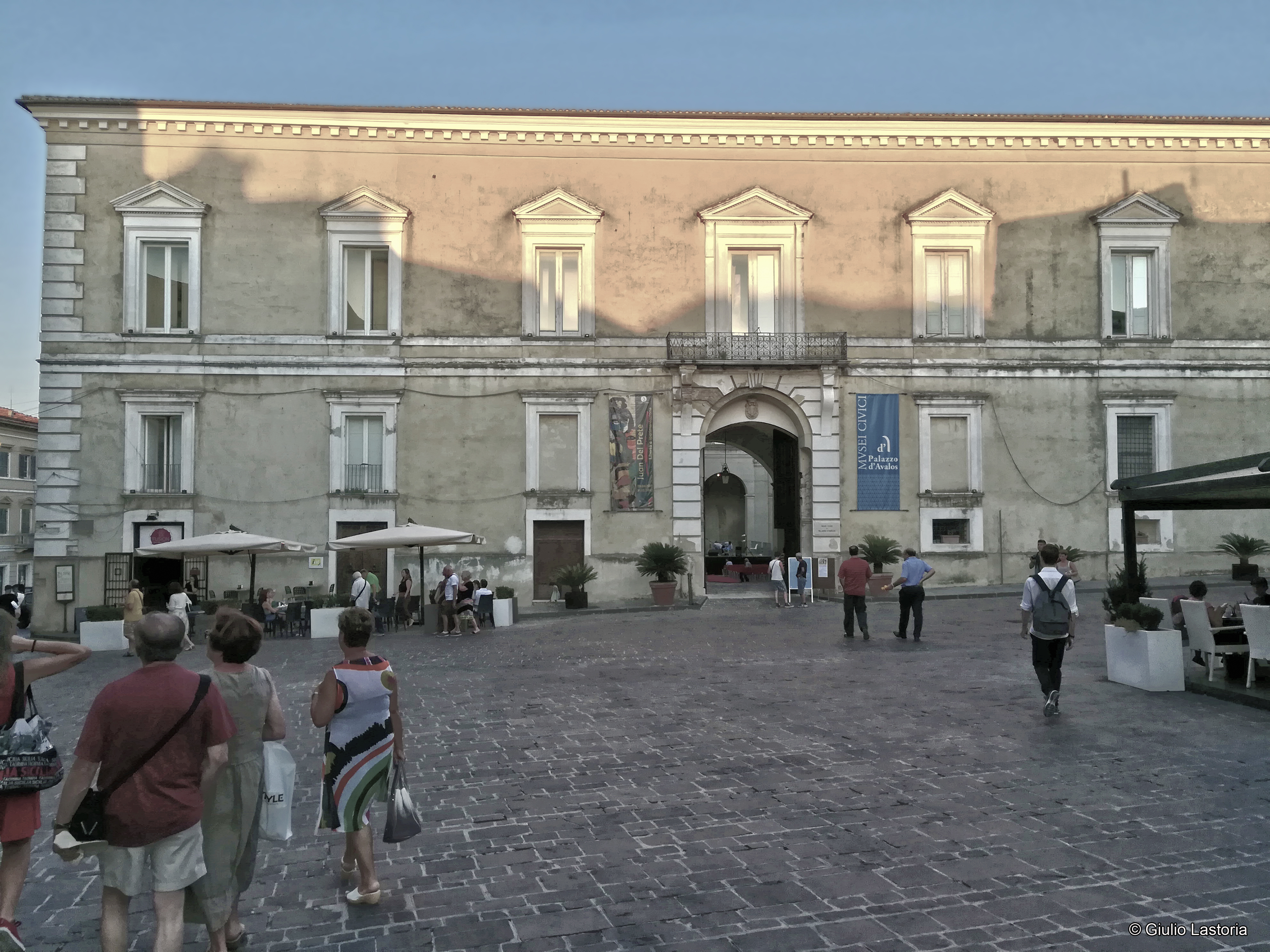
Piazza Lucio Valerio Pudente e ingresso al palazzo d'Avalos

Nel 1690 venne istituito a Vasto il Collegio dei Chierici Regolari della Madre di Dio, come scuola dei confratelli del Carmine per l'educazione dei giovani, fortemente voluta dai marchesi d'Avalos nelle persone di don Diego e sua moglie Francesca Carafa della Roccella.
Nella metà dei Seicento non mancarono episodi di banditismo, carestie e sconvolgimenti naturali come frane. Oltre agli smottamenti, nel 1656 la città fu colpita dalla pestilenza proveniente dalla Puglia, ma siccome venne portata in processione per la città la statua del Santo Michele, le vittime, secondo le credenze popolari, non furono numerose come nelle altre località. Da questo momento iniziò il primo segnale della fede devozionale vastese vero l'arcangelo, e in occasione del punto dove terminò la processione, nel 1657 venne realizzata la primitiva cappella dedicata a San Michele, rifatta poi nell'aspetto attuale nella prima metà dell'Ottocento, dopo l'ulteriore conferma di "protezione" del santo dall'epidemia di colera del 1837.

### L'annessione di Lanciano e le ville
Lanciano all'epoca del dominio spagnolo carolino, stava attraversando una grave crisi sociale ed economica per le guerre di partito spagnolo e francese, i cui fautori erano i Petroniani e gli Antoniani. La città oppressa da tempo per le varie ribellioni alla corona spagnola, aveva subito ammonizioni e confische di feudi, arrivando a perdere per insubordinazione il grado massimo d'importanza politica nei rapporti con la Corona di Napoli:lo status di città libera nel Regio Demanio.
Il momento peggiore della decadenza della città fu nel 1640: Lanciano perse i suoi privilegi di città demaniale, fu eretta a baronia e venduta al duca Castro di Pallavicini dal viceré di Napoli, Medina las Torres, senza l'assenso del re. Nel 1646, poi, venne ceduta al marchese Ferdinando Francesco d'Avalos del Vasto. Il vassallaggio durò più di un secolo e portò un notevole impoverimento della città, vessata dai nuovi padroni. Le sue fiere, per di più, dal 1718 subirono la concorrenza diretta del nuovo mercato franco di Senigallia. Nonostante le numerose sommosse, Lanciano riacquistò la sua libertà solo nel 1778, dopo l'ascesa al trono di Napoli dei Borbone.
Il governo spagnolo, in seguito alla Guerra dei trent'anni, subì una grave crisi economica, che richiese l'imposizione di tasse. Anche Lanciano, che viveva principalmente degli incassi dei mercati e delle fiere, ricevette il duro colpo, con perdita di altri privilegi sulle terre e sui feudi. Il Duca Alessandro Pallavicino, avendo fornito vettovaglie all'esercito spagnolo, era creditore della Regia Corte, e chiedeva il pagamento, allorché il viceré Medina Las Torres dispose che il pagamento fosse effettuato mediante la vendita di una città, e fu scelta Lanciano con le "ville" del circondario.
Immediatamente in città ci furono moti popolari di protesta, e il sovrano spagnolo turbato riaffidò la causa in esame al Tribunale della Regia Camera. Morendo il Pallavicino nel 1646, gli eredi furono costretti a vendere vari feudi per pagare i debiti, e Lanciano ne uscì ancora più fortemente depredata. Il 14 ottobre dell'anno, visto l'imminente tracollo economico-politico della città Ferdinando Francesco d'Avalos, 10º marchese di Pescara e 6º marchese del Vasto, acquistò Lanciano per 56.400 ducati, benché il popolo si fosse ribellato ugualmente. Anche Lanciano nel 1647 fu influenzata dalla ribellione di Masaniello, così come tutto il Mezzogiorno; nella città il fomentatore d'odio fu Carlo Mozzagrugno, ribellandosi al Marchese, scacciando i suoi rappresentanti e togliendo le sue insegne dal Palazzo del Governo, lasciando solo quelle reali.
Il 21 luglio intervenne l'esercito regio, sedando la rivolta, con l'uccisione di Mozzagrugno, e il ripristino del governatorato. Benché il Marchese del Vasto credeva di aver finalmente ripristinato l'ordine, essendo appoggiato anche dalla Curia Frentana, tra il '600 e il '700 nelle campagne del Sangro si succedettero molte scorrerie di briganti.
Le fiere, sempre un vanto economico per Lanciano, subirono nel '600 un notevole ridimensionamento dovuto all'insicurezza e ai pericoli a cui i mercanti forestieri andavano incontro, e anche perché nell'aspetto fiscali essi erano senza protezione. Il ridimensionamento delle Grandi Fiere comportò la sottomissione della cittadinanza a nuovi prelievi fiscali, come il mantenimento dell'Arcivescovado, gli uomini addetti alla difesa dell'ordine pubblico e via dicendo.
Nel 1682 quando la città sembrava in via di ripresa, subì una grave carestia e un'invasione di locuste che mandò in distruzione vari raccolti.

### La cerimonia del Toson d'Oro
La storia racconta, che con dispaccio dell'imperatore Carlo VI d'Asburgo, don Cesare Michelangelo d'Avalos, marchese del Vasto, venne incaricato di conferire il collare del Toson d'Oro al connestabile del regno, il principe romano Fabrizio Colonna, come riconoscimento per i servigi che la sua famiglia rese alla Corte di Napoli e validissimo elemento per la diffusione del Cattolicesimo in Europa (visti i legami di parentela che intercorrevano tra lo zio cardinale Carlo Colonna e il nipote Fabrizio).
"Il principe Colonna giunse a Vasto con un corteo di 186 cavalli riccamente bardati. All'arrivo fu accolto dagli spari e salve dei 57 pezzi di artiglieria del castello, dalle campane suonate a festa e da scoppi di mortaretti. La mattina seguente la cerimonia di consegna si svolse a palazzo D'Avalos: il principe inginocchiato giurò fedeltà all'imperatore e ricevette dal marchese le insegne. La cerimonia fu seguita dal canto di un Te Deum e da spari a salve delle artiglierie del castello e dei fucili e dal festosi scampanii. Dalle finestre del palazzo vennero gettati al popolo vari generi commestibili e dalla fontana davanti alla chiesa di San Giuseppe, venne fatto uscire vino bianco e rosso. Seguirono giochi e fuochi d'artificio e musica, mentre alla finestre del palazzo ardevano torce".
Sotto lo sguardo attento del maestro di cerimonia, il marchese Giovan Battista Castiglioni (nominato segretario regio), si svolse la solenne cerimonia del rito.
La celebrazione si svolse il 24 ottobre 1723 e i festeggiamenti si protrassero fino al 2 novembre. Attualmente la rievocazione della cerimonia, si svolge ogni estate nel centro storico, durante la stagione turistica, con la partecipazione di circa 250 figuranti che indossano costumi appositamente confezionati che s'ispirano alla moda del XVIII secolo, interpretando principi, dame di corte, nobili e prelati, cavallerizzi e popolani, convenuti a piedi o su carrozze trainate da cavalli, in corteo, lungo le strade della città imbandierata con i simboli delle casate dei d'Avalos e dei Colonna.

### La Repubblica Vastese del 1799 e l'Unità d'Italia
Proclamata la Repubblica Partenopea, la notizia fu accolta a Vasto da clamori e confusione generale, mentre i massimi esponenti politici: il barone Pasquale Genova, Levino Mayo, Antonio Tiberi, Arcangelo e Giuseppantonio De Pompeis, assoldarono in fretta e furia un'armata affidata al governatore Andrea Gaiulli per raggiungere Chieti, già presa dalle truppe francesi di Mounier, il quale prevenne l'azione vastese, ordinando di proclamare la repubblica giacobina. La notizia fu accolta dai vastesi con l'anarchia generale, i ceti più infimi della popolazione si abbandonarono alla rapina e al saccheggio della città, vennero assaltate le barche al porto provenienti da Pescara con i beni del re di Napoli: i capi rivoltosi erano Paolo Codagnone e Filippo Tambelli, reduci dal carcere di Napoli; i quali inviarono a Lanciano Francescantonio Ortensie, Floriano Pietrocola ed Epimenio Sacchetti quali deputati del popolo, con l'incarico di conferire col generale Mounier, costoro infatti vennero nominati municipalisti di Vasto, con l'eccezione di Epimenio Sacchetti, riconosciuto come ergastolano evaso da Napoli, e sostituito con Romualdo Celano.
Il 5 gennaio a Vasto vennero dichiarati caduti tutti gli incarichi e i privilegi reali, sostituiti con altri e con l'obbligo di fregiarsi della coccarda tricolore, furono ammassati vettovagliamenti per le truppe francesi che dovevano transitare per Vasto, fissando il quartier generale a palazzo d'Avalos, il cui proprietario don Tommaso fu costretto, il 21 dicembre, a raggiungere Ferdinando IV a Palermo. Gli stemmi borbonici a palazzo vennero abbattuti, e in piazza Rossetti piantato l'albero della Libertà e della Repubblica. L'agente del marchese d'Avalos: Vincenzo Mayo, litigando con i municipalisti appena nominati: Codagnone e Tambelli, recatisi a Pescara per conferire col generale Mounier, furono costretti ad approdare all'improvviso al porto di Ortona, dove vennero trucidati dal popolo in fermento.
Nel 1860 quando fu indetto il 14 settembre il plebiscito per volere di Silvio Ciccarone, era dodicesimo marchese del Vasto (solo nel titolo) Alfonso V d'Avalos, poiché Il marchesato era stato abolito nel 1806 con Tommaso I. La nobile famiglia continuò ad abitare il palazzo sino alla metà del Novecento, quando fu ceduto all'amministrazione comunale in parte, che lo ristrutturò, lo adibì ad ospitare una serie di "musei civici", per ospitare la collezione archeologico di Histonium e la galleria d'arte dei pittori Palizzi.
Ancora oggi a Vasto avviene in estate la rievocazione storica della cerimonia del Toson d'Oro, voluta da don Cesare Michelangelo d'Avalos.

## Marchesi del Vasto dal 1444 al 1862
| N° | Titolo   | Nome                 | Dal         | Al          | Consorte e Note |
| 1  | Marchese | Innico de Guevara    | 1444        | 1462        | primo matrimonio: Lucrezia Sanseverino; secondo matrimonio: Covella Sanseverino; 1º marchese del Vasto della famiglia Guevara; muore durante la guerra angioino-aragonese rimanendo fedele a Ferdinando I di Napoli; Vasto rientra temporaneamente nel demanio regio |
| 2  | Marchese | Pietro de Guevara    | 1471        | 1485        | Isotta Ginevra Del Balzo; 2º marchese del Vasto della famiglia Guevara; figlio del suo predecessore; infeudato da Ferdinando I di Napoli come ricompensa per la fedeltà paterna; dichiarato decaduto dalla titolarità del titolo per fellonia in seguito alla sua partecipazione alla congiura dei baroni; Vasto rientra quindi nel demanio regio                                                                                           |
| 3  | Marchese | Innico II            | 1497        | 1504        | Laura Sanseverino; 1º marchese del Vasto della famiglia d'Avalos; fratello di Rodrigo d'Avalos al quale era stato originariamente riconosciuto (nel 1496) il titolo di marchese del Vasto |
| 4  | Marchese | Alfonso III          | 1504        | 1546        | Maria d'Aragona; 6º marchese di Pescara, 2º marchese del Vasto, figlio del suo predecessore |
| 5  | Marchese | Francesco Ferdinando | 1546        | 1571        | Isabella Gonzaga; 7º marchese di Pescara, 3º marchese del Vasto; figlio del suo predecessore |
| 6  | Marchese | Alfonso Felice       | 1571        | 1593        | Lavinia Feltria Della Rovere; 8º marchese di Pescara, 4º marchese del Vasto; figlio del suo predecessore |
| 7  | Marchese | Innico III           | 1593        | 1632        | Isabella d'Avalos (1593-1648), unica figlia del suo predecessore Alfonso Felice e sua nipote; diviene per matrimonio 9º marchese di Pescara e 5º marchese del Vasto; figlio di Cesare d'Avalos |
| 8  | Marchese | Ferdinando Francesco | 1632        | 1648 o 1665 | Geronima Doria; 10º marchese di Pescara, 6º marchese del Vasto; muore senza lasciare discendenza |
| 9  | Marchese | Diego I              | 1648 o 1665 | 1697        | Francesca Carafa di Roccella; 11º marchese di Pescara (de jure dal 1687), 7º marchese del Vasto (dal 1648 o dal 1665); fratello del suo predecessore |
| 10 | Marchese | Cesare Michelangelo  | 1697        | 1729        | Ippolita d'Avalos di Troia (sua cugina, figlia di Giovanni II d'Avalos, 2º Principe di Troia); nominato principe del Sacro Romano Impero (1704) da Leopoldo I; diviene 14º marchese di Pescara, 8º marchese del Vasto, 2º principe di Isernia alla morte del padre Diego (preceduta dalla scomparsa del fratello maggiore Ferdinando Francesco nel 1672 e del figlio ed erede di questi Diego nel 1690); muore senza lasciare eredi diretti |
| 11 | Marchese | Giovan Battista      | 1729        | 1749        | Silvia Spinelli; 15º marchese di Pescara, 9º marchese del Vasto, 6º principe di Montesarchio, 4º principe di Troia; Principe del Sacro Romano Impero; nipote del suo predecessore; muore senza lasciare eredi diretti |
| 12 | Marchese | Diego II             | 1749        | 1776        | Eleonora d'Acquaviva; 16º marchese di Pescara, 10º marchese del Vasto, 7º principe di Montesarchio, 5º principe di Troia; Principe del Sacro Romano Impero; fratello del suo predecessore |
| 13 | Marchese | Tommaso              | 1776        | 1806        | Francesca Caracciolo; ultimo marchese sovrano a causa dell'eversione della feudalità; 17º marchese di Pescara, 11º marchese del Vasto, 8º principe di Montesarchio, 6º principe di Troia; Principe del Sacro Romano Impero; figlio del suo predecessore |
| 14 | Marchese | Ferdinando           | 1806        | 1841        | Giulia Caetani; 18º marchese di Pescara, 12º marchese del Vasto, 9º principe di Montesarchio, 7º principe di Troia; Principe del Sacro Romano Impero; muore senza lasciare eredi diretti; nipote del suo predecessore |
| 15 | Marchese | Alfonso V            | 1841        | 1862        | 19º marchese di Pescara, 13º marchese del Vasto, 10º principe di Montesarchio, 8º principe di Troia; Principe del Sacro Romano Impero; Grande di Prima Classe; cavaliere della Gran Croce dell'Ordine di San Gregorio Magno, dell'Ordine di San Gennaro, dell'Ordine di San Giuseppe; commendatore dell'Ordine di Cristo. Fratello del suo predecessore, alla sua morte si estingue il ramo principale del casato.                          |